# 深澤恵梨香
深澤 恵梨香（ふかさわ えりか、1989年12月1日 - ）は、作曲家・編曲家・指揮者・音楽プロデューサー。日本作編曲家協会（JCAA）会員。東京音楽大学卒業。東京都出身。血液型はO型。

## 概要
3歳からピアノを始める。作曲家を志し、作曲を川崎絵都夫、フランス和声を國越健司に師事。
2009年に東京音楽大学作曲指揮専攻・映画放送音楽コースに入学。作曲を三枝成彰、千住明、服部克久、小六禮次郎、堀井勝美に師事。
音楽業界での仕事は2011年から始動。現在は、ゲーム音楽の提供、映画、CM、演劇の楽曲制作や、ビッグバンドへの楽曲提供、歌番組の編曲、ライブサポート、レコーディング等で活動。
映画『君の名は。』の音楽協力として知られている。主な仕事として、アニメ『Just Because!』、映画『honey』『キミだけにモテたいんだ。』『ハニーレモンソーダ』、朗読劇『ぼく明日』『逃げ恥』『秒速5センチメートル』の音楽を担当。他にNHK『シンフォニックゲーマーズ』TOHO MUSICAL LAB.『CALL』の音楽監督、NHK『第51回思い出のメロディー』、『第73回NHK紅白歌合戦』、TBS『サウンド・イン"S"』の編曲、東京2020オリンピック『オープニングムービー』音楽監修・指揮、テレビアニメ「プリキュアシリーズ」では『デリシャスパーティ♡プリキュア』ボーカルアルバムの作・編曲、2023年の『ひろがるスカイ!プリキュア』では佐藤直紀、高梨康治、高木洋、林ゆうき、寺田志保に続いて劇伴音楽を担当することとなった。東宝舞台『千と千尋の神隠し』音楽監督・指揮、同『キングダム』音楽監督・編曲・オーケストレーション。2024年のTVアニメ、プリキュアシリーズ第21弾「わんだふるぷりきゅあ！」音楽を前年に続き担当。東宝舞台『千と千尋の神隠し』2024年ジャパンツアー及びロンドン公演の音楽監督・指揮をつとめる。
Hey!Say!JUMP　as John Darling、ジャニーズWEST、V6、センチミリメンタル、wacci等のストリングスアレンジを担当した。
特徴
- ゲーム、映画、CM、アニメ、演劇の音楽制作、ビッグバンドへの楽曲提供、歌番組の編曲、ライブサポート、レコーディング等で活動[4][5]。
- 多彩なオーケストレーションが持ち味[4]。
- 譜面は全て演奏家に向けた「あて書き」であり、各々の演奏家の“声”の生きた楽曲の制作をモットーとしている[6]。

## 主な参加作品

### 映画
- 「honey」（主演：平野紫耀（King＆Prince）、平祐奈）
- 「さかな」
- 日本テレビ×秋元康プロデュース オリジナルアニメーション映画「キミだけにモテたいんだ.。」[7]
- 「映画ドラえもん 新・のび太の日本誕生」 - 編曲・オーケストレーション
- 「君の名は。」 - 音楽協力[1]
- 「LAIDBACKERS-レイドバッカーズ-」 - オーケストレーション
- 「ハニーレモンソーダ」‐音楽
- 『ムクウェゲ「女性にとって世界最悪の場所」で闘う医師』‐音楽
- プリキュアシリーズ
- 『映画 プリキュアオールスターズF』 - 音楽[8]
- 『わんだふるぷりきゅあ!ざ・むーびー! ドキドキ♡ゲームの世界で大冒険!』 - 音楽[9]

### 舞台
- 恋を読む Vol.1「ぼくは明日、昨日のきみとデートする」 - 音楽監督・編曲[10]
- 恋を読む Vol.2「逃げるは恥だが役に立つ」 - 音楽監督・編曲[11]
- 恋を読む Vol.3「秒速5センチメートル」 - 音楽監督・編曲[12]
- TOHO MUSICAL LAB.「CALL」 - 音楽監督・編曲[13]
- 「千と千尋の神隠し」（演出　ジョン・ケアード　出演　橋本環奈、上白石萌音他）‐音楽監督・指揮
- 「キングダム」‐音楽監督・編曲・オーケストレーション
- 「のだめカンタービレ」‐音楽監督・編曲・オーケストレーション

### アニメ
- Just Because - やなぎなぎ　音楽・編曲
- 日中生放送アニメ「直感×アルゴリズム」 - 編曲
- ギヴン「冬のはなし」‐オーケストラ編曲
- プリキュアシリーズ
  - 「ひろがるスカイ!プリキュア」 - 音楽[14]
  - 「わんだふるぷりきゅあ!」 - 音楽[15]
  - 「キミとアイドルプリキュア♪」 - 音楽（馬瀬みさきと共同）[16]

### テレビ
- NHK ニュース「おはよう日本」 - 出演
- フジテレビ「ミューサタ」 - 出演
- BS朝日「Fresh Faces 〜アタラシイヒト〜」 - 出演
- 第73回　NHK紅白歌合戦「九十九里浜～謎解きスペシャル」‐編曲

### CM
- 大塚製薬「カロリーメイト」（小さな栄養士 チョコレート編）
- 救心製薬株式会社「救心カプセル」
- ニチガス「宇宙戦艦ニチガス」

### その他
- SEKAI NO OWARI「サザンカ」（平昌オリンピック NHK テーマソング） - オーケストラ ver.
- 東宝ミュージカル「ヘアスプレー」CM -  音源制作・レコーディング参加 CD
- Hey! Say! JUMP as John Darling「ナイモノネダリ 」 - ストリングスアレンジ
- ジャニーズWEST「涙腺」‐ストリングスアレンジ
- V6「鏡」‐ストリングスアレンジ
- 松下奈緒「brillante」 - 編曲
- 松下奈緒「Breath ～JUA la Africa～」‐編曲
- wacci アルバム「感情百景」 - ストリングスアレンジ
- wacci 「Baton」 - ストリングスアレンジ[17]
- wacci「東京ドリーム」 - ストリングス・ブラスアレンジ
- wacci「あなたかいる」‐ストリングスアレンジ
- センチミリメンタル「僕らだけの主題歌」（「映画 ギヴン」主題歌） - ストリングスアレンジ
- センチミリメンタル「青春の演舞」‐ストリングスアレンジ
- センチミリメンタル「とって」‐ストリングスアレンジ
- センチミリメンタル「りりィ」‐ストリングスアレンジ
- センチミリメンタル「光の中から伝えたいこと/東京特許許可局」‐ストリングスアレンジ
- FIRE EMBLEM PREMIUM ARRANGE II - 編曲
- Remi「Aurora」より「Amrantine」 - 編曲、Budapest Scoring Symmphonic Orchestra 演奏
- Sing! Sing! Sing! 1st Season - コンピレーション CD
- トベタ・パジュン」素晴らしい新世界feat.ボンジュール鈴木」‐編曲
- 「デリシャスパーティ♡プリキュア」ボーカルアルバム　‐作編曲
- 「ひろがるスカイ！プリキュアサウンド」サウンドトラック
- wacci「ジグソーパズル」‐ストリングスアレンジ

## テレビ番組

### NHK
- NHK音楽祭 2016「シンフォニック・ゲーマーズ〜僕らを駆り立てる冒険の調べ〜」 - 音楽監督・編曲
- NHK音楽祭 2017「シンフォニック・ゲーマーズ2−よみがえる英雄たち−」 - 音楽監督・編曲
- NHK音楽祭 2018「シンフォニック・ゲーマーズ3 −そして僕らは強くなる−」 - 音楽監督・編曲
- リリー・フランキー presents「ザンジバルナイト 2019 -powered by mixi GROUP-」 - 音楽監督・編曲（出演:八代亜紀、NOKKO、BiSH、鬼龍院翔、持田香織（Every Little Thing）他）[18]
- 思い出のメロディー - 編曲（歌・島津亜矢）
- NHK音楽祭 2019「シンフォニックゲーマーズ Vol.4―愛すべきこの世界のためにー」 - 編曲（歌・平原綾香）

### TBSテレビ
- 世紀の歌声！生バトル~日本一の歌王決定戦 - オープニングテーマ作曲・編曲
- オール芸人お笑い謝肉祭'16 秋 -  オープニングテーマ作曲
- 歌王 2016 - 編曲
- Sing! Sing! Sing! - 編曲
- Sound Inn “S”音楽のじかん - 編曲（歌・スキマスイッチ）
- Sound Inn"S" ‐編曲・指揮（ゲスト　木梨憲武、咲妃みゆ、三浦大知）
- Sound Inn ”S” meets billboard classics」ミュージカルスターズシンフォニーポップスコンサート‐編曲
- 「Concert For Katsuhisa Hattori サウンドメーカー服部克久の世界」‐編曲補佐
- AKB48グループ歌唱力NO.１決定戦、個人戦決勝大会　審査員

### フジテレビ
- 感動地球スペシャル みなしごゾウを守れ - 編曲（ピアノ・松下奈緒）

### その他
- NHK BSプレミアム「あなたに贈る！クリスマスソング・セレクション」 - 編曲（ピアノ・松下奈緒）
- BSフジ「松下奈緒が迫る魅惑の芸術都市、ウィーンへの旅！」 - 編曲（ピアノ・松下奈緒）
- BS朝日「歌っていいだろう 2017 年春 君といつまでもスペシャル」 - 編曲（歌・加山雄三、八代亜紀）

## コンサート / ライブ
- JAGMO（Japan Game Music Orhestra） - 音楽監督・編曲家[19]
- 「伝説のチェンバーオーケストラ」「THE LEGEND of RPG COLLECTION」「伝説の戦闘組曲」「勇者たちの響宴」「闘会議 2016」「伝説の狂詩曲」「幻想郷の交響楽団」[20]「伝説の交響組曲」「英雄たちの譚詩曲-聖なる交響楽団-」「剣士達の交響乱舞」「旅人達の追想組曲」「BIGBAND JAGMO」 - 公演参加
- XIA「THE BEST BALLAD SPRING TOUR CONCERT」 - 指揮
- 上海フィルハーモニー管弦楽団「東方 Project」コンサート -  編曲
- Youtube Space Tokyo リニューアルスペシャルパーティ - 音楽プロデュース
- けものフレンズ×東京フィルハーモニー交響楽団「もりのおんがくかい」 - 音楽監督・編曲・企画制作
- クッパが主役!? スーパーマリオオーケストラコンサート - 音楽監督・編曲・企画制作[21]
- ファミ通コンサート - 音楽監督・編曲・企画制作[22]
- フィギュアスケートＴＶ！クラシカルコンサート」 - 指揮・編曲（歌・Le Velvets 他）
- STAND UP! CLASSIC FESTIVAL’19 - オーケストラ編曲（出演:松下奈緒、宮本笑里、五嶋龍、伊礼彼方、神奈川フィルハーモニー管弦楽団他）
- オーケストラコンサート「管弦楽 薄桜鬼～響秋詩音～」 - 音楽監督・編曲
- 出光興産 主催「～みらいを奏でる音楽会～」 - 編曲
- SEGA 60th ANNIVERSARY LIVE - 編曲
- 東京2020オリンピック「オープニングムービー」‐音楽監修・指揮